# Împăratul-zeu al Dunei
Împăratul-Zeu al Dunei (1981) (titlu original God Emperor of Dune) este un roman science fiction al scriitorului Frank Herbert, al patrulea din seria Dune. A ocupat locul 11 în topul bestsellerelor hardcover SF din 1981 realizat de Publishers Weekly.

## Introducere
Au trecut trei mii cinci sute de ani de când Paul Atreides a devenit mântuitorul fremenilor și Împăratul universului cunoscut la sfârșitul romanului Dune. Fiul său, Leto Atreides II, vede calea pe care a văzut-o și tatăl său, Muad'Dib, un viitor care asigură continuitatea vieții umane în univers. Însă acest viitor cere un act aberant de abandonare de sine: transformarea într-un hibrid om-vierme de nisip. La sfârșitul Copiilor Dunei, Leto II acceptă să devină zeul fremenilor, transformându-se într-un monstru al deșertului, un vierme de nisip care să domine timp de milenii ecologia planetei Arrakis (cunoscută sub numele de Dune). Acesta este un gest pe care tatăl său nu a fost dispus să îl facă, dar Leto acceptă prețul teribil pentru a salva omenirea. Împăratul-Zeu al Dunei relatează încercările lui Leto de a realiza Poteca de Aur, care să îi readucă omenirii voința prin răsturnarea siguranței oferite de universul cunoscut al Imperiului și prin distrugerea posibilității controlului acestuia de către o singură entitate, inclusiv de către Leto însuși.

## Intriga
Aparent nemuritorul Împărat-Zeu Leto II a condus Imperiul pentru mai mult de 3.500 de ani, viața fiindu-i prelungită de decizia luată în Copiii Dunei de a-și uni trupul uman cu cel al unui păstrăv de nisip. Continua sa evoluție l-a transformat treptat, trupul său ajungând să semene cu o versiune mai mică a viermilor de nisip de pe Arrakis; fața, brațele și mâinile i-au rămas intacte, dar picioarele i s-au atrofiat, devenind inutile. El călătorește cu ajutorul unui dispozitiv ixian care îl protejează de umezeala dăunătoare, iar creierul i s-a difuzat treptat în restul corpului, transformându-se într-o serie de noduri de-a lungul formei sale. Pielea îi este aproape impenetrabilă, permițându-i să supraviețuiască chiar și unui atentat cu lasere.
În timpul domniei sale îndelungate, Leto a consolidat o stare de pace de-a lungul imperiului său multigalactic, atât prin controlul strict al rezervelor uriașe (dar limitate) de mirodenie melanj, cât și prin puterea militară a armatei sale de Păstrăvărese. Practic, vechiul Imperiu nu mai există, la fel ca Landsraad-ul, doar câteva dintre Marile Case reușind să supraviețuiască. Bene Gesserit și Ghilda Spațială au rezistat, deși ambele au fost obligate să se adapteze controlului total al lui Leto asupra melanjului și preștiinței sale deosebite, în timp ce CHOAM-ul a fost redus la o umbră a gloriei de altădată. Mulți consideră domnia sa depravată și despotică, dar el este convins că acțiunile sale vor asigura supraviețuirea speciei umane.

Pacea forțată adusă de Leto a produs stangare în galaxie; chiar și el se luptă cu plictiseala și singurătatea care îl copleșesc din cauza vieții sale nesfârșite, preștiinței aproape absolute, pierderea vulnerabilității care îi interzice intimitatea fizică și trecerea unor perioade lungi de timp (deceniile pot trece fără ca el să își dea seama). Puțini oameni sunt conștienți de povara pe care o poartă pentru a servii "Căii de Aur" (scopul scuzând mijloacele). Leto menține un sistem de guvernământ mic și retras și, ca zeu, alege să nu-și împărtășească acțiunile, scopurile deciziilor sale sau atașamentul pentru cauza sa, deoarece știe că omenirea nu ar fi capabilă să înțeleagă un concept așa de vast. La fel ca tatăl său, Leto nu este în întregime capabil să-și vadă propriul sfârșit, trăgând concluzia că orice nu poate vedea sau percepe - și, astfel, controla - e legat de moartea sa. În mod ironic, acest lucru îl amuză, fiind unul din puținele lucruri care îi mai pot oferi surprize în existența sa altfel plicticoasă.
Leto a pus să se crească o serie de ghola din celulele lui Duncan Idaho, credinciosul maestru spadasin al Casei Atreides. Duncanii au atât rolul de căpitani ai gărzii lui Leto, cât și de figuri familiare menite să îl calmeze pe Leto în clipele de suferință. Ei îi amintesc lui Leto de familia sa, acesta simțind că îi este dator lui Duncan pentru fidelitatea și serviciile aduse Casei Atreides. Marea majoritate a acestor ghola sunt realizați conform instrucțiunilor lui Leto de a-l păstra pe originalul Idaho fără îmbunătățiri; astfel, abilitățile lui Idaho sunt alterate de miile de ani de manipulare genetică realizată de servitorii lui Leto. De-a lungul secolelor, un număr semnificativ de ghola au încercat să îl asasineze pe Leto prin diferite metode, după ce au fost chinuiți de conflictul interior între loialitatea oarbă pentru Casa Atreides și dezgustul moral față de represiunea și stagnarea aduse de Leto în Imperiu. Aceste sentimente, adăugate celor de a trăi cu mult în afara propriului timp, le-a făcut pe unele dintre ghola-urile lui Duncan Idaho să-și piardă mințile. Chiar și când Leto nu mai cere un nou ghola, Tleilaxu obișnuiesc să-i trimită unul, ca amintire a supraviețuirii lor.  
"Poteca de Aur" a lui Leto este o încercare peste milenii de a produce omul nedetectabil de către cei dotați cu darul preștiinței. Acest program genetic, demarat odată cu mariajul surorii gemene a lui Leto, Ghanima, cu Farad'n Corrino, a ajuns în cele din urmă la majordomul lui Leto, Moneo Atreides, și fiica sa, Siona. Moneo l-a servit cu credință pe Leto în cea mai mare parte a vieții lui, fiind un caracter rebel până când i-a fost arătată Poteca de Aur de către Leto. Siona este conducătoarea unui grup de rebeli care vrea să îl răstoarne pe Împăratul-Zeu și să descopere rezervele sale de melanj. Fără știrea Sionei, Nayla - prietena ei apropiată și, de facto, garda ei de corp - îl venerează pe Leto și are ordine de a o apăra pe Siona și de a i se supune întrutotul, dând lui Leto raportul despre activitățile ei. Deși Leto cunoaște scopul important al Sionei, câtă vreme nu servește scopului "Potecii de Aur" este dispensabilă și e nevoie să se ia măsuri pentru ca programul genetic să o poată înlocui.
În timpul unui raid asupra Citadelei sale, Siona și prietenii ei fură, printre altele, o serie de fragmente din jurnalul privat al lui Leto. Ei nu știu că Leto le cunoaște activitățile și le permite să le continue. Studiind unele obiecte și documente furate din Citadelă, Siona află că Leto mai e capabil de iubire și decide să folosească împotriva lui această armă. În același timp, la curtea Împăratului-Zeu este trimis un nou ambasador ixian, Hwi Noree. Subjugat de frumusețea, grația și puritatea ei, Leto începe să fie torturat de înțelegerea faptului că el și Hwi sunt despărțiți de continua sa transformare. De pe partea ei, Hwi nu vrea decât să îl slujească pe Împăratul-Zeu și îi devine repede confidentă, mărturisindu-și în cele din urmă dragostea pentru el. Ultimul ghola al lui Leto este și el fascinat de frumusețea lui Hwi, dar Leto îl avertizează să o lase pe ixiană în pace.
Sentimentele intense pe care le nutrește pentru Hwi și faptul că ea nu i-a apărut în niciuna dintre viziunile sale preștiente îl fac pe Leto să își dea seama că ea e o capcană pregătită și trimisă de ixieni pentru a-l slăbi. Cu toate acestea, e incapabil să o trimită de acolo, iar ea îi acceptă cu bucurie oferta de a rămâne. Se dovedește că Hwi a fost crescută într-un dispozitiv ixian care-și protejează ocupanții de viziunile preștiente, din celulele unui fost ambasador ixian, Malky, fost prieten al Împăratului-Zeu.
Din discuțiile purtate cu Moneo și Leto, Duncan află despre transformarea lui Leto, despre Păstrăvărese și despre măsurile opresive menite să păstreze controlul absolut asupra Imperiului. El începe să devină tot mai agitat și neliniștit, deși își continuă îndatoririle și îl apără pe Împăratul-Zeu de un atac al Dansatorilor-Față Tleilaxu. Duncan se luptă și cu sentimentul de alienare, deoarece trăiește într-un alt timp decât al lui. Când o întâlnește pe Siona, cei doi se vor coaliza pentru a-l ucide pe Leto, punând capăt conducerii sale tiranice.
Leto și Hwi decid să se căsătorească, conducând o procesiune de nuntă de la Mica Citadelă a lui Leto până la satul Tuono, unde fuseseră trimiși Duncan și Siona. În timpul traversării râului Idaho, Siona îi ordonă Naylei să taie cu laserul structurile podului, aruncându-i pe Moneo, Hwi, Leto și o serie de însoțitori pe stâncile din canionul de dedesubt. Nayla se supune, în ciuda fanatismului pentru Împăratul-Zeu, crezând că instrucțiunile sunt un test al loialității sale.  Leto supraviețuiește căderii, dar ajunge în apă, în care trupul său începe să se dizolve, la fel ca în cazul viermilor de nisip din vechimea Dunei. Într-o ultimă discuție cu Siona și Duncan, Leto dezvăluie că Siona este încununarea Potecii de Aur, un om ascuns complet viziunilor preștiente. El explică faptul că omenirea a fost astfel eliberată de sub dominația oracolelor, putând să se împrăștie prin univers, fără a mai putea fi vreodată dominată complet. După ce dezvăluie locația rezervelor sale de mirodenie, Leto moare, lăsându-i pe Duncan și Siona să facă față misiunii de conducere a imperiului.

## Traduceri în limba română
- 1994 - Împăratul-zeu al Dunei, Ed. Nemira, Colecția "Nautilus" nr. 59, traducere Ion Doru Brana
- 2003 - Împăratul-Zeu al Dunei, Ed. Nemira, Colecția "Nautilus" nr. 180, traducere Ion Doru Brana, 465 pag., ISBN 973-569-697-9
- 2005 - Împăratul-zeu al Dunei, Ed. Nemira, Colecția "Nautilus", traducere Ion Doru Brana, 584 pag., ISBN 978-973-569-750-1
- 2012 - Împăratul-zeu al Dunei (cartonată), Ed. Nemira, Colecția "Nautilus", traducere Ion Doru Brana, 584 pag., ISBN 978-606-579-386-6
- 2013 - Împăratul-zeu al Dunei, Ed. Nemira, Colecția "Nautilus", traducere Ion Doru Brana, 584 pag., ISBN 978-606-579-682-9

## Concepte și teme
În Împăratul-Zeu al Dunei, Frank Herbert analizează tiparul ciclic al societății umane, precum și direcțiile de evoluție ale omenirii. Folosindu-și memoriile ancestrale, Leto II cunoaște întreaga istorie umană și își poate aminti efectele și tiparele instituțiilor tiranice, de la Imperiul Babilonian și trecând prin iezuiții de pe vechiul Pământ, construind astfel un imperiul format dintr-o rețea completă de legături între toate aceste metode. Acest imperiu galactic este diferit de tiraniile istorice prin faptul că a fost realizat deliberat ca să pună capăt distrugerii, cu speranța că omenirea nu va mai reveni niciodată în acest tipar. Leto II explorează efectele civilizării, remarcând că structurile cele mai ierarhizate sunt rezultatul nevoii de siguranță. De aceea, prin formarea unui imperiu complet sigur și stabil, Leto II trimite un mesaj care să aibă ecou în întreaga istorie.

## Stil
Din punct de vedere stilistic, romanul este străbătut de citate din și discursuri ale personajului principal, Leto, la un nivel nemaiîntâlnit în alt roman al seriei Dune. În parte, această tehnică stilistică este un rezultat al modului în care a scris Herbert romanul: primul manuscris a fost scris aproape în întregime la persoana întâi, revizuindu-l ulterior pentru a insera mai multe relatări la persoana a treia.